# Amphoe Mueang Phetchabun

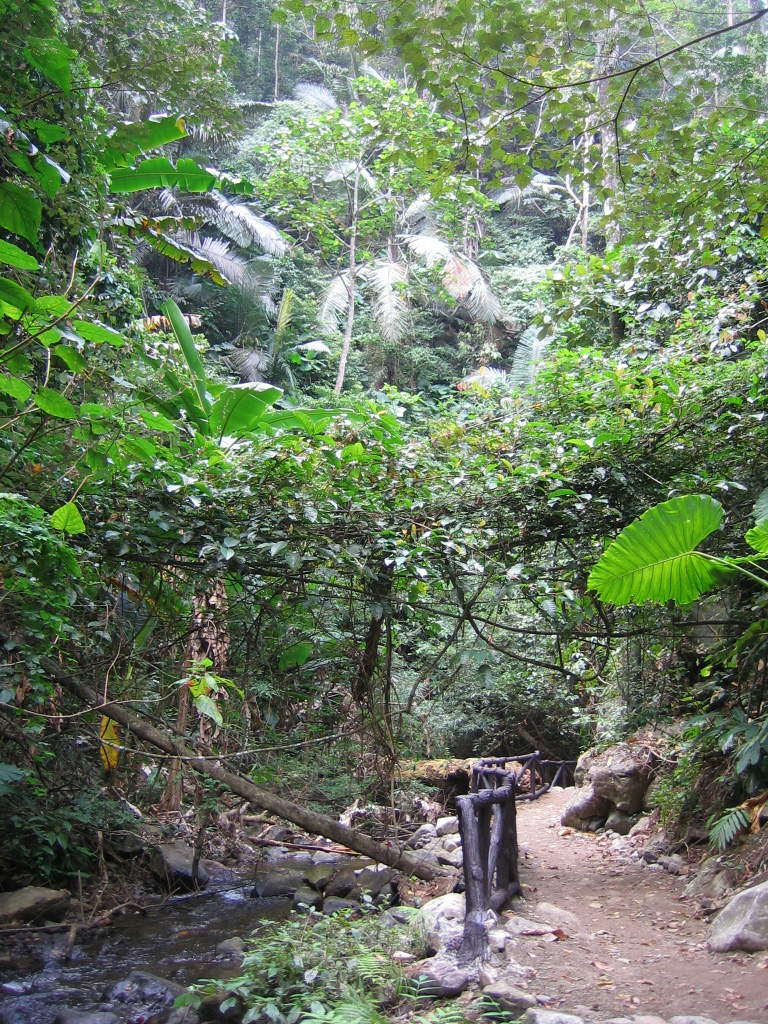
Im Nationalpark Tat Mok

Amphoe Mueang Phetchabun (Thai: อำเภอเมืองเพชรบูรณ์) ist ein Landkreis (Amphoe – Verwaltungs-Distrikt) in der Provinz Phetchabun. Die Provinz Phetchabun liegt im Südosten der Nordregion von Thailand. 
Die Hauptstadt der Provinz Phetchabun heißt ebenfalls Phetchabun.

## Geographie
Der Landkreis Phetchabun liegt etwa 350 Kilometer nordöstlich von Bangkok. Die Stadt liegt inmitten einer reizvollen Landschaft, die landwirtschaftlich intensiv genutzt wird. In der Umgebung findet sich eine schöne, mit Regenwald bedeckte Berglandschaft.
Benachbarte Distrikte (von Süden im Uhrzeigersinn): die Amphoe (Distrikt) Nong Phai, Chon Daen und Wang Pong der Provinz Phetchabun, Amphoe Noen Maprang der Provinz Phitsanulok, die Amphoe Khao Kho und Lom Sak wiederum in der Provinz Phetchabun und schließlich die Amphoe Khon San und Nong Bua Daeng der Provinz Chaiyaphum.
Der Nationalpark Tat Mok liegt zum Teil in Amphoe Mueang Phetchabun.

## Ausbildung
In Amphoe Mueang Phetchabun befindet sich die Rajabhat-Universität Phetchabun.

## Verwaltung

### Provinzverwaltung
Der Landkreis Mueang Phetchabun ist in 17 Tambon („Unterbezirke“ oder „Gemeinden“) eingeteilt, die sich weiter in 221 Muban („Dörfer“) unterteilen.
| Nr. | Name         | Thai     | Muban | Einw.  |
| --- | ------------ | -------- | ----- | ------ |
| 01. | Nai Mueang   | ในเมือง   | 0-    | 22.242 |
| 02. | Tabo         | ตะเบาะ   | 11    | 08.635 |
| 03. | Ban Tok      | บ้านโตก   | 13    | 11.223 |
| 04. | Sadiang      | สะเดียง   | 13    | 25.692 |
| 05. | Pa Lao       | ป่าเลา    | 16    | 09.745 |
| 06. | Na Ngua      | นางั่ว     | 13    | 12.607 |
| 07. | Tha Phon     | ท่าพล     | 21    | 18.145 |
| 08. | Dong Mun Lek | ดงมูลเหล็ก | 11    | 09.613 |
| 09. | Ban Khok     | บ้านโคก   | 17    | 12.150 |
| 10. | Chon Phrai   | ชอนไพร   | 11    | 08.019 |
| 11. | Na Pa        | นาป่า     | 17    | 12.808 |
| 12. | Na Yom       | นายม     | 15    | 08.407 |
| 13. | Wang Chomphu | วังชมภู    | 14    | 16.411 |
| 14. | Nam Ron      | น้ำร้อน    | 11    | 07.205 |
| 15. | Huai Sakae   | ห้วยสะแก  | 14    | 09.932 |
| 16. | Huai Yai     | ห้วยใหญ่   | 14    | 10.917 |
| 17. | Rawing       | ระวิง     | 10    | 06.979 |

### Lokalverwaltung
Es gibt eine Kommune mit „Stadt“-Status (Thesaban Mueang) im Landkreis:
- Phetchabun (Thai: เทศบาลเมืองเพชรบูรณ์) bestehend aus dem kompletten Tambon Nai Mueang.

Es gibt drei Kommunen mit „Kleinstadt“-Status (Thesaban Tambon) im Landkreis:
- Tha Phon (Thai: เทศบาลตำบลท่าพล) bestehend aus Teilen des Tambon Tha Phon.
- Wang Chomphu (Thai: เทศบาลตำบลวังชมภู) bestehend aus Teilen des Tambon Wang Chomphu.
- Na Ngua (Thai: เทศบาลตำบลนางั่ว) bestehend aus dem kompletten Tambon Na Ngua.

Außerdem gibt es 15 „Tambon-Verwaltungsorganisationen“ (องค์การบริหารส่วนตำบล – Tambon Administrative Organizations, TAO)
- Tabo (Thai: องค์การบริหารส่วนตำบลตะเบาะ) bestehend aus dem kompletten Tambon Tabo.
- Ban Tok (Thai: องค์การบริหารส่วนตำบลบ้านโตก) bestehend aus dem kompletten Tambon Ban Tok.
- Sadiang (Thai: องค์การบริหารส่วนตำบลสะเดียง) bestehend aus dem kompletten Tambon Sadiang.
- Pa Lao (Thai: องค์การบริหารส่วนตำบลป่าเลา) bestehend aus dem kompletten Tambon Pa Lao.
- Tha Phon (Thai: องค์การบริหารส่วนตำบลท่าพล) bestehend aus Teilen des Tambon Tha Phon.
- Dong Mun Lek (Thai: องค์การบริหารส่วนตำบลดงมูลเหล็ก) bestehend aus dem kompletten Tambon Dong Mun Lek.
- Ban Khok (Thai: องค์การบริหารส่วนตำบลบ้านโคก) bestehend aus dem kompletten Tambon Ban Khok.
- Chon Phrai (Thai: องค์การบริหารส่วนตำบลชอนไพร) bestehend aus dem kompletten Tambon Chon Phrai.
- Na Pa (Thai: องค์การบริหารส่วนตำบลนาป่า) bestehend aus dem kompletten Tambon Na Pa.
- Na Yom (Thai: องค์การบริหารส่วนตำบลนายม) bestehend aus dem kompletten Tambon Na Yom.
- Wang Chomphu (Thai: องค์การบริหารส่วนตำบลวังชมภู) bestehend aus Teilen des Tambon Wang Chomphu.
- Nam Ron (Thai: องค์การบริหารส่วนตำบลน้ำร้อน) bestehend aus dem kompletten Tambon Nam Ron.
- Huai Sakae (Thai: องค์การบริหารส่วนตำบลห้วยสะแก) bestehend aus dem kompletten Tambon Huai Sakae.
- Huai Yai (Thai: องค์การบริหารส่วนตำบลห้วยใหญ่) bestehend aus dem kompletten Tambon Huai Yai.
- Rawing (Thai: องค์การบริหารส่วนตำบลระวิง) bestehend aus dem kompletten Tambon Rawing.